# Zee Music Co.
Zee Music Co. est une société de musique indienne, filiale de Zee Entertainment Enterprises. Elle exerce ses activités commerciales principalement depuis New Delhi. La société a conquis une part importante du marché de la musique de Bollywood en peu de temps.

## Histoire

Logo de Zee Music Co. utilisé de 2017 à 2025

Zee Entertainment Enterprises s'était initialement lancé dans la distribution de musique avec Zee Records. Son premier film a été Gadar : Ek Prem Katha. Plus tard, Zee Records Home Video a été créé. Lors du lancement de la société en 2014, Punit Goenka, PDG et directeur général de Mahi's Music Company, la société mère de Zee Music Company, a déclaré : « L'industrie de la musique est un vaste terrain de jeu et il existe une marge de manœuvre pour explorer les opportunités de ce marché. La technologie est également apparue comme un transformateur clé de l'industrie de la musique et les revenus numériques stimulent la croissance du marché. Étant donné que nous sommes une entreprise de contenu, il est essentiel de posséder une propriété intellectuelle car le contenu est roi. » 
Depuis lors, il est entré en concurrence féroce avec T Series. Le voyage a commencé avec Hawaa Hawaai et depuis, il s'est étendu à diverses reprises et versions acoustiques de ses propres chansons. Certains de ses accords de droits musicaux les plus réussis incluent ceux avec Fox Star Studios, UTV Software Communications, Balaji Motion Pictures, Excel Entertainment, Viacom 18 Motion Pictures et Bhansali Productions.
En 2018, Zee Music Company et un autre label de musique Sony Music India ont décidé de négocier la fusion de sociétés toujours appelées Zee Music Company. Ils prendraient les droits de la moitié des droits sur la musique de film de Dharma Productions et d'autres studios.
En 2022, Zee Music Co. a résilié son contrat de licence avec le service de streaming musical Gaana, rendant ainsi les albums concernés indisponibles en streaming. Le 21 mars 2023, tous les albums distribués par Zee Music Company ont été retirés de Spotify après l'échec des négociations pour le renouvellement de leurs accords de licence,.

## Controverse
Sonu Nigam a affirmé avoir été banni par le réseau Zee après avoir tweeté son soutien au politicien Kumar Vishwas,,.